# Associação de Estudantes da Escola Superior de Saúde de Portalegre
A Associação de Estudantes da Escola Superior de Saúde de Portalegre (AEESSP), é a estrutura representativa dos estudantes da Escola Superior de Saúde de Portalegre, dentro e fora dela.
A AEESSP é constituída por três órgãos sociais:
- Assembleia Geral
- Conselho Fiscal
- Direção

## Assembleia Geral
A Assembleia Geral é o órgão de deliberação máxima, constituída por todos os alunos da Escola Superior de Saúde de Portalegre. É neste órgão que os alunos têm a oportunidade de, para toda a comunidade estudantil, manifestar as suas opiniões, desagrados e sugestões.
Este órgão compreende:
- Presidente da Mesa da Assembleia Geral
- 1º Secretário
- 2º Secretário

## Conselho Fiscal
O Conselho fiscal tem como principal função fiscalizar as diferentes iniciativas da associação. É, como a Assembleia Geral, eleito à parte da Direcção.
O conselho Fiscal compreende:
- Presidente do Conselho Fiscal
- Secretário
- Relator

## Direção
A direção é o órgão que procura levar a cabo iniciativas em prol da comunidade estudantil e escolar e defende os direitos dos estudantes nas mais variadas situações.
A direcção possui departamentos que procuram actuar de forma mais incisiva no seu campo de acção. são eles:
- Departamento de Ação Social
- Departamento de Desporto
- Departamento de Cultura
- Departamento de Vendas
- Departamento de Relações Externas

Da direção fazem parte ainda:
- Presidente
- Vice-presidente
- Secretário
- Tesoureiro

A AEESSP encontra-se representada na FNAEE - Federação Nacional de Associações de Estudantes de Enfermagem.